# Józef Bromski

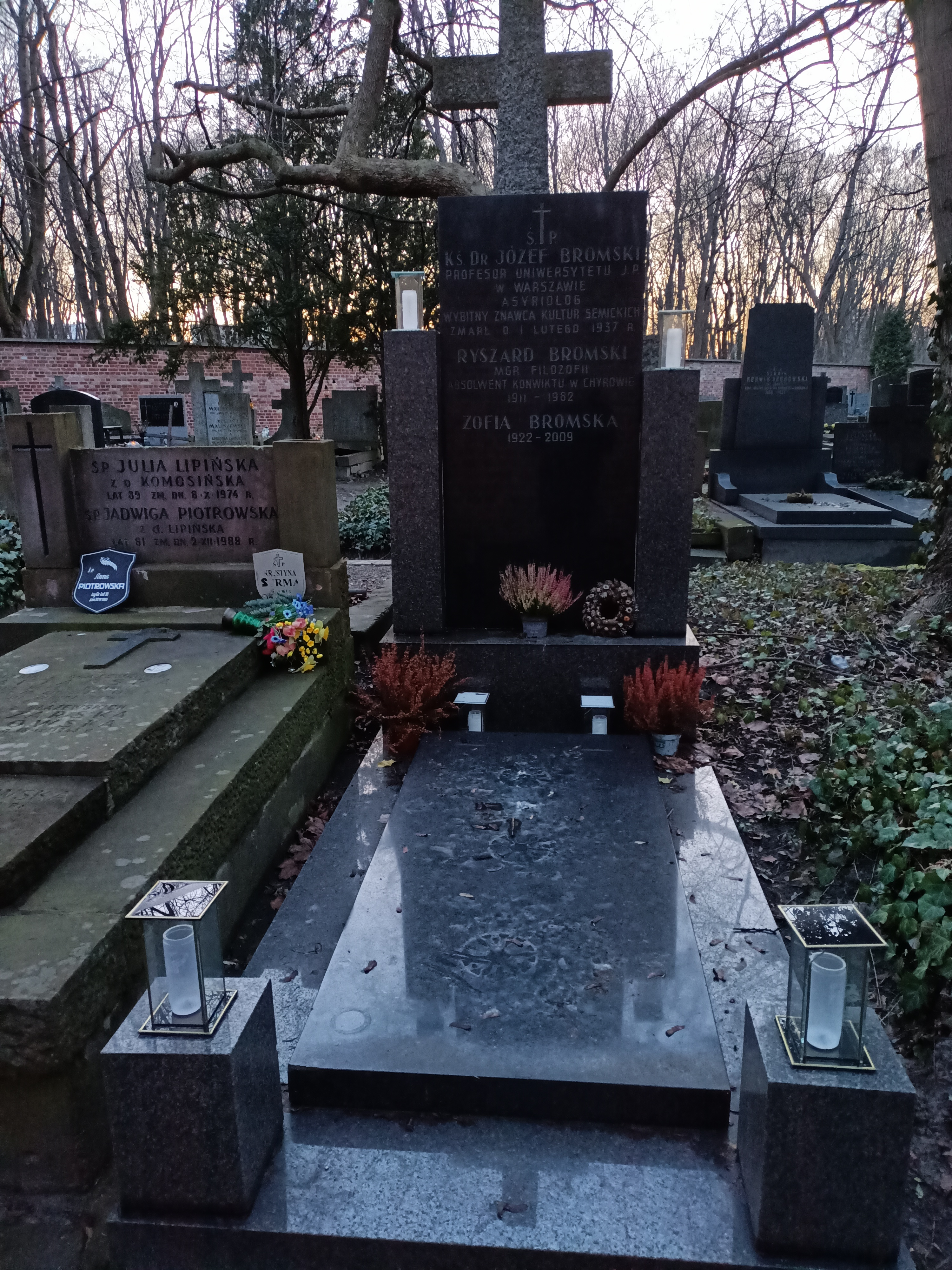
Grób Józefa Bromskiego na Cmentarzu Powązkowskim w Warszawie

Józef Bromski (ur. 1 marca 1872 w Wieruszowie, zm. 1 lutego 1937 w Warszawie) – polski ksiądz katolicki, semitysta, religioznawca, działacz samorządowy, dziekan Wydziału Teologii Katolickiej Uniwersytetu Warszawskiego.

## Życiorys
Ukończył gimnazjum filologiczne w Kaliszu, a następnie studiował we włocławskim seminarium duchownym. Po przyjęciu święceń kapłańskich z rąk bp Aleksandra Bereśniewicza (1895 r.) pełnił obowiązki wikariusza w parafiach dekanatu sieradzkiego, łaskiego, częstochowskiego, a od 1898 roku nieszawskiego. W następnym roku przeniesiony został do Piotrkowa Trybunalskiego, gdzie objął obowiązki notariusza tamtejszego konsystorza pełniąc je do 1906 roku. Dalsze studia kontynuował w Szkole Biblijnej w Jerozolimie, a później w Papieskim Instytucie Biblijnym w Rzymie. W trakcie studiów zagranicznych odbył podróż do Egiptu i Nubii; prowadził też badania orientalistyczne w Stambule. 
Po powrocie do kraju objął wcześniej piastowane stanowisko rektora w pobernardyńskim kościele Podwyższenia Krzyża Świętego w Piotrkowie Trybunalskim i prefekta szkolnego. Po odwołaniu z pełnionych funkcji pracował w lokalnych szkołach prywatnych. Członek Centralnego Komitetu Narodowego w Warszawie (XII 1915 - II 1917). W styczniu 1918 roku wybrany został radnym w Radzie Powiatowej Piotrkowskiej gdzie zasiadał jako jedyny ksiądz.
Po I wojnie światowej podjął pracę naukową na Uniwersytecie Lwowskim uwieńczoną tytułem doktora teologii. Następnie przeniósł się do Warszawy, gdzie od 1921 roku wykładał akadyjski i sumeryjski na Uniwersytecie Warszawskim będąc jednym z prekursorów badań nad Wschodem Starożytnym jako kierownik seminarium języków semickich. Był współzałożycielem Instytutu Wschodniego w Warszawie. W 1926 roku habilitował się w zakresie języków semickich, a cztery lata później uzyskał profesurę. Kierował Wydziałem Teologii Katolickiej UW w roku akademickim 1932-1933.
Józef Bromski uhonorowany został przez bp Włodzimierza Jasińskiego tytułem kanonika honorowego sandomierskiego. Był autorem publikacji i przekładów. Opublikował m.in.
- „Kultura Chaldei” (1924)
- „Enuma eliš, czyli Opowieść babilońska o powstaniu świata” (1925; przekład Enuma elisz z języka akadyjskiego)
- „Literatura asyrobabilońska” (1929)
- „Gilgameš, poemat asyryjski” (1936; przekład Eposu o Gilgameszu z języka akadyjskiego)
- „Historja starożytnej zachodniej Azji”

Spoczywa na cmentarzu Powązkowskim w Warszawie (kwatera 347-1-22).

## Źródła internetowe
- Obsada personalna konsystorza piotrkowskiego